# Luigi Carrara
Luigi Carrara (ur. 3 marca 1933, zm. 28 listopada 1964) – włoski kapłan, profes Pobożnego Towarzystwa św. Franciszka Ksawerego dla Misji Zagranicznych (ksawerianie), męczennik, błogosławiony Kościoła katolickiego.
Pochodził z Cornale, niedaleko Bergamo i był siódmym z dziesięciorga dzieci Elisabetty i Giuseppego. W szkole apostolskiej Misjonarzy Ksawerianów w Pedrengo, rozpoczął przygotowanie do kapłaństwa. Pierwszą profesję zakonną złożył 12 września 1954, zaś profesję wieczystą złożył 5 maja 1959. Święcenia kapłańskie przyjął 15 października 1961, a 12 września 1962 wyjechał do regionu Kiwu, na terenach dzisiejszej Republiki Demokratycznej Konga.
28 listopada 1964 był świadkiem zabójstwa brata Vittoria Faccina, podobnie jak on ksawerianina, pojmanego przez przywódcę rebeliantów Abedi Masangę. Kiedy kazano mu podążać za partyzantami do Fizi, gdzie miał zostać zabity wraz z innymi ojcami, odpowiedział, że zamierza umrzeć obok brata: zastrzelono go, gdy modlił się nad jego zwłokami. 
Diecezjalny proces ich sprawy beatyfikacyjnej i kanonizacyjnej, w którym uczestniczyli także ks. Giovanni Didonè i ks. diecezjalny Albert Joubert (dwaj ostatni zabici kilka godzin po nich w Fizi), rozpoczął się 13 listopada 2016 r. w diecezji Uvira i zakończył 29 listopada 2017.
14 grudnia 2023 papież Franciszek zezwolił na ogłoszenie dekretu dotyczącego męczeństwa księdza Luigiego oraz trzech innych kapłanów, co otworzyło drogę do ich wspólnej beatyfikacji. Uroczysta eucharystia podczas której Luigi Carrara i jego trzej towarzysze zostali beatyfikowani i włączeni w poczet błogosławionych odbyła się 18 sierpnia 2024 w katedrze św. Pawła w Uvirze. Uroczystością w imieniu Franciszka przewodniczył metropolita kinszaski kard. Fridolin Ambongo.
Doczesne szczątki księdza Luigiego Carrary i Vittoria Faccina spoczywają w kościele w Baraka.